# 瑞萨吕
瑞萨吕（法語：Jussarupt，法語發音：[ʒysaʁy] ⓘ）是法国大東部大區孚日省的一个市镇，属于孚日圣迪耶区。

## 地理
瑞萨吕（48°9'35"N, 6°45'11"E）面积6.57 平方千米，位于法国大東部大區孚日省，该省份为法国东北部内陆省份，北起默兹省和默尔特-摩泽尔省，西接上马恩省，南至上索恩省和贝尔福地区省，东临上莱茵省和下莱茵省。
与瑞萨吕接壤的市镇（或旧市镇、城区）包括：尚德赖、格朗日-欧蒙泽、埃佩尔蒙、拉沃利讷-德旺布吕耶尔、拉沃利讷迪乌。

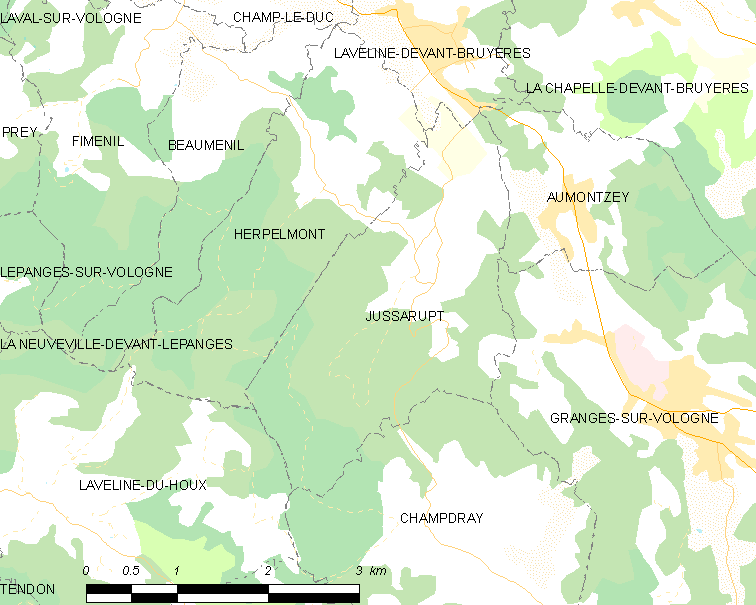
瑞萨吕的OSM定位图

瑞萨吕的时区为UTC+01:00、UTC+02:00（夏令时）。

## 行政
瑞萨吕的邮政编码为88640，INSEE市镇编码为88256。

## 政治
瑞萨吕所属的省级选区为布吕耶尔县。

## 人口

1962-2008年间瑞萨吕人口变化图示

瑞萨吕于2022年1月1日时的人口数量为260人。